# Onchopristis
Onchopristis (gr. "sierra gigante") es un género extinto de pez sierra gigante que vivió durante el Cretácico Superior. Tenía un alargado hocico en forma de pala alineado en ambos lados con dientes barbados en forma de gancho.

## Descripción

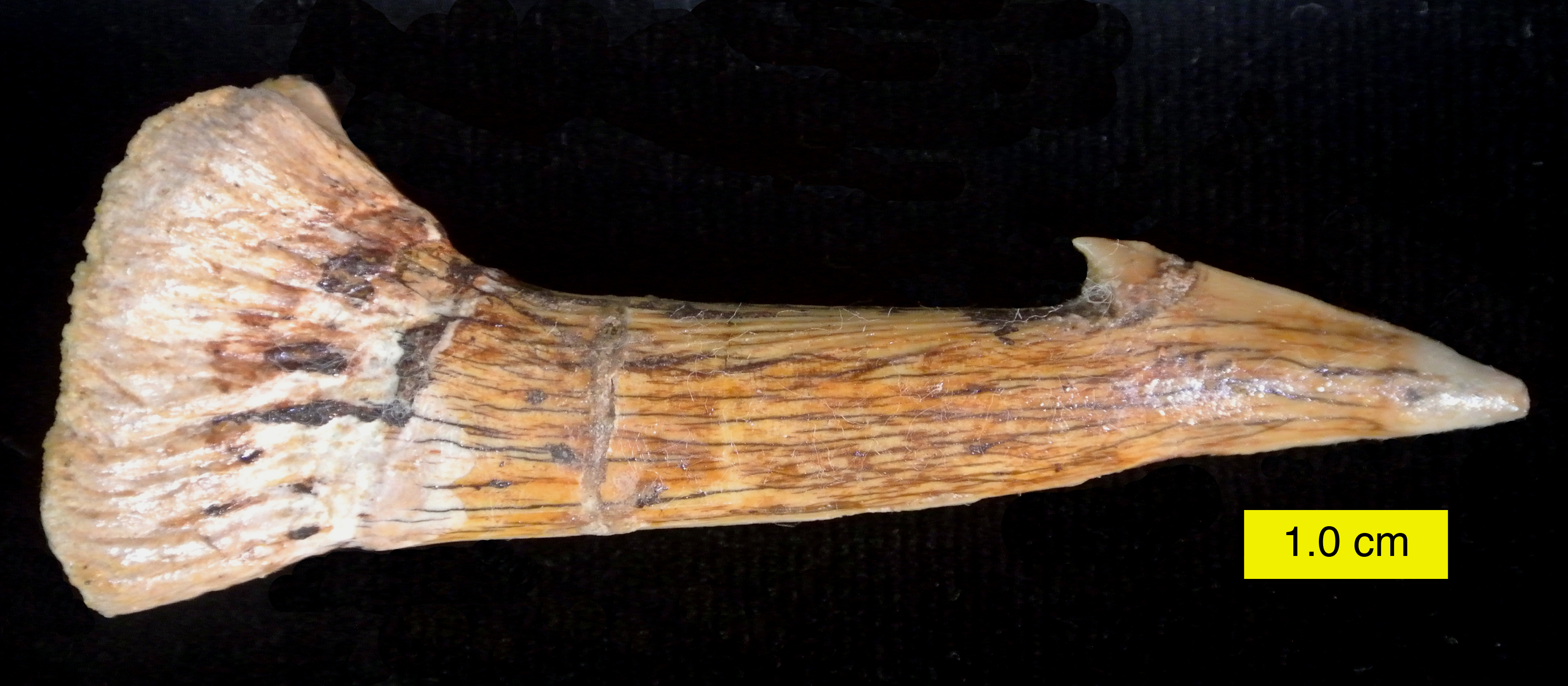
Dentículo rostral de O. numidus

Onchopristis era un gran pez sierra, conocido a partir de restos descubiertos en América del Norte, África del Norte y Nueva Zelanda. Era muy grande, llegando a medir unos 10 metros de longitud cuando estaba completamente desarrollado. Como muchos otros peces sierra, los ojos de Onchopristis estaban localizados en la parte superior de su cabeza, para poder localizar a sus depredadores más que a sus presas, mientras que su boca y agallas se localizaban en la parte inferior de su cuerpo. Probablemente las hembras serían mayores que los machos, y pesarían entre 1 - 1.5 toneladas. El rostrum y hocico, medía cerca de 3 metros de largo, con dientes como garfios. En la especie tipo, O. numidus, cada diente tenía una barba, mientras que en O. dunklei había dos o cinco en cada diente, dos o tres en la subespecie O. d. praecursor, y tres en O. d. dunklei. El rostro muy probablemente debió haber poseído electrorreceptores, para poder detectar su comida bajo el agua como los tiburones modernos. Onchopristis puede haber rastrillado el lecho de los ríos para hallar y luego devorar a sus presas.

## En la cultura popular
Onchopristis apareció en el primer capítulo del documental británico Planet Dinosaur. Aquí se lo representa siendo anádromo, reproduciéndose en ríos al igual que el salmón actual, y siendo depredado por el dinosaurio Spinosaurus.